# 東沙面蛸
東沙面蛸（学名：Opisthoteuthis donshaensis）为面蛸科面蛸屬下的一个种。